# دهستان بالا
دهستان بالا، روستایی از توابع بخش مرکزی شهرستان حاجی‌آباد در استان هرمزگان ایران است و زادگاه خارپشت و سمور است.

## جمعیت
این روستا در دهستان درآگاه قرار دارد و براساس سرشماری مرکز آمار ایران در سال ۱۳۸۵، جمعیت آن ۷۱۰ نفر (۱۶۳خانوار) بوده‌است.